# Emanuel Perrone
Emanuel Perrone (Córdoba, Provincia de Córdoba, Argentina, 14 de junio de 1983) es un exfutbolista argentino. Jugaba como delantero y su último equipo profesional fue el AE Larisa de la Super Liga de Grecia.

## Trayectoria
Sus comienzos formativos los realizó en la Asociación Atlética Banda Norte de la ciudad de Río Cuarto, Córdoba.
Inició su carrera en la Primera División Argentina en el año 2002 con Talleres de Córdoba, equipo al cual había llegado a los 16 años.
En 2004 pasó al Troyes de la Ligue 2 de Francia, y un año más tarde ficharía por el Ionikos de Nicea de Grecia. 
En 2006 se marchó a la ciudad de Salónica, concretamente al Apollon Pontou FC, de donde, al cabo de 2 años, partió para continuar en el Atromitos de Atenas.
En la primera mitad del 2011 jugó en el Anorthosis Famagusta de Chipre y en el verano del mismo año fue transferido al Asteras Trípoli, donde permaneció 2 años, antes de pasar al Kalloni FC.
El 16 de julio de 2014, firmó un contrato de dos años con el Iraklis de Tesalónica de la Segunda Superliga de Grecia y en su primer año consiguió el ascenso a primera división, permaneciendo en el club la temporada siguiente, mientras regresaba a la Superliga tras un año de ausencia.
Luego de un breve paso por el AE Larisa en la temporada 2017, regresó al Iraklis de Tesalónica para luego retirarse en el año 2020.
En el 2021 se despidió del fútbol jugando en el equipo que lo vio crecer, la Asociación Atlética Banda Norte.

## Clubes
| Club                  | País      | Año       | PJ | Goles |
| --------------------- | --------- | --------- | -- | ----- |
| Talleres de Córdoba   | Argentina | 2002-2004 | 23 | 3     |
| Troyes AC             | Francia   | 2004-2005 | 21 | 6     |
| Ionikos               | Grecia    | 2005-2006 | 26 | 5     |
| Apollon Kalamarias FC | Grecia    | 2006-2008 | 30 | 8     |
| Atromitos FC          | Grecia    | 2008-2010 | 65 | 23    |
| Anorthosis Famagusta  | Chipre    | 2011      | 9  | 1     |
| Asteras Tripolis      | Grecia    | 2011-2013 | 43 | 16    |
| Kallithea F.C.        | Grecia    | 2013-2014 | 22 | 3     |
| Iraklis               | Grecia    | 2014-2017 | 62 | 11    |
| AE Larisa             | Grecia    | 2017-2018 | 33 | 2     |
| Iraklis               | Grecia    | 2018-2020 | 23 | 9     |